# Ryfoss
Ryfoss är en by i Vangs kommun i Innlandet i Norge. Byn är belägen längs med floden Storåne och precis väst om Slidrefjorden. Ryfoss ligger längs med E16. Byn har fått sitt namn efter det 12 meter höga vattenfallet Ryfossen.